# 布倫丹·佩尼
布倫丹·佩尼（Brendan James Penny，1978年11月9日—）是加拿大的一位演員。他最著名的作品是在作案動機中飾演Detective Lucas 角色。佩尼出生在渥太華。